# Павуки-тенетники
Снувальникові, павуки-тенетники (Theridiidae) — родина аранеоморфних павуків надродини Araneoidea.

## Опис
Невеликі і середніх розмірів павуки, зазвичай 2-10 мм, зрідка більші. Форма тіла дуже різноманітна, особливо у тропічних видів. На кінцях задніх ніг кілька вигнутих щетинок, що призначені для закидання здобичі клейкими нитками (характерний прийом павуків-тенетників).
Павуки-тенетники завжди менш повороткі, ніж павуки, що не користуються ловецьким приладдям, і тілобудова у них менш «спортивна» — тонші, довші і слабкіші ноги, більш товсте, роздуте черевце.

## Спосіб життя
Павуки цієї родини трапляються у найрізноманітніших біотопах — у різних типах лісів, замешкуючи всі яруси, від підстилки до крон дерев, мешкають у пустелях, агроландшафтах, печерах, будівлях людини. Для більшості тенетників характерні мисливські тенета двох видів. Неправильна сітка має вигляд системи перехресних ниток, частина з яких несе клейкий секрет.
Такі тенета характерні здебільшого для павуків роду Theridion і пристосовані для ловіння дрібних літаючих і стрибаючих комах (комарів, мух, цикадок). Впорядковані сітки (павуки родів Dipoena, Srteatoda та ін), споруджуються у вигляді ковпачка кулястої форми, оберненого отвором додолу і замаскованого зверху рештками комах і частинками рослин, слугують для лову нелітаючих членоногих — мурах, личинок прямокрилих, жуків, інших павуків і т. д. Деякі види харчуються виключно мурахами.
Тенета можуть слугувати і лігвом для павука, але іноді влаштовуються спеціальні кубла, замасковані піщинками, шматочками ґрунту і глицею. Копуляція відбувається у тенетах самиці. Інколи після парування самиця з'їдає самця (самиці каракурта Latrodectus spp. та ін.) Самиця охороняє кокони і тримає їх у заростях або на тенетах. Деякий час молодь мешкає у гнізді. Самиця перший час охороняє потомство і навіть підгодовує, відригуючи вміст горлянки.

## Палеонтологія
За викопними рештками, що відомі починаючи з юрського періоду, описано 187 видів

## Класифікація
Родина нараховує 109 родів.
- Argyrodinae

- Argyrodes Simon, 1864
- Neospintharus Exline, 1950
- Ariamnes Thorell, 1869
- Deelemanella Yoshida, 2003
- Faiditus Keyserling, 1884
- Rhomphaea L. Koch, 1872
- Spheropistha Yaginuma, 1957

- Hadrotarsinae

- Anatea Berland, 1927
- Audifia Keyserling, 1884
- Dipoena Thorell, 1869
- Dipoenata Wunderlich, 1988
- Emertonella Bryant, 1945
- Euryopis Menge, 1868
- Eurypoena Wunderlich, 1992
- Gmogala Keyserling, 1890
- Guaraniella Baert, 1984
- Hadrotarsus Thorell, 1881
- Lasaeola Simon, 1881
- Phycosoma O. P.-Cambridge, 1879
- Yaginumena Yoshida, 2002
- Yoroa Baert, 1984

- Latrodectinae Petrunkevitch, 1928

- Crustulina Menge, 1868
- Latrodectus Walckenaer, 1805
- Steatoda Sundevall, 1833

- Pholcommatinae Simon, 1894

- Asygyna Agnarsson, 2006
- Carniella Thaler & Steinberger, 1988
- Cerocida Simon, 1894
- Craspedisia Simon, 1894
- Enoplognatha Pavesi, 1880
- Helvidia Thorell, 1890
- Pholcomma Thorell, 1869
- Phoroncidia Westwood, 1835
- Proboscidula Miller, 1970
- Robertus O. P.-Cambridge, 1879
- Selkirkiella Berland, 1924
- Styposis Simon, 1894
- Theonoe Simon, 1881
- Wirada Keyserling, 1886

- Sphintharinae

- Chrosiothes Simon, 1894

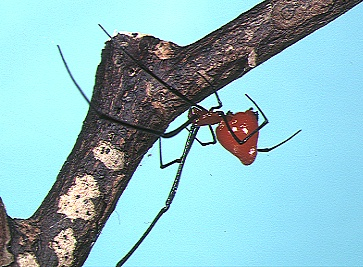
Argyrodes miniaceus
(підродина Argyrodinae)

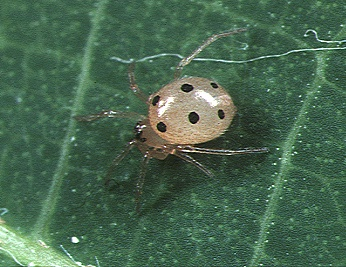
Dipoena martinae
(підродина Hadrotarsinae)

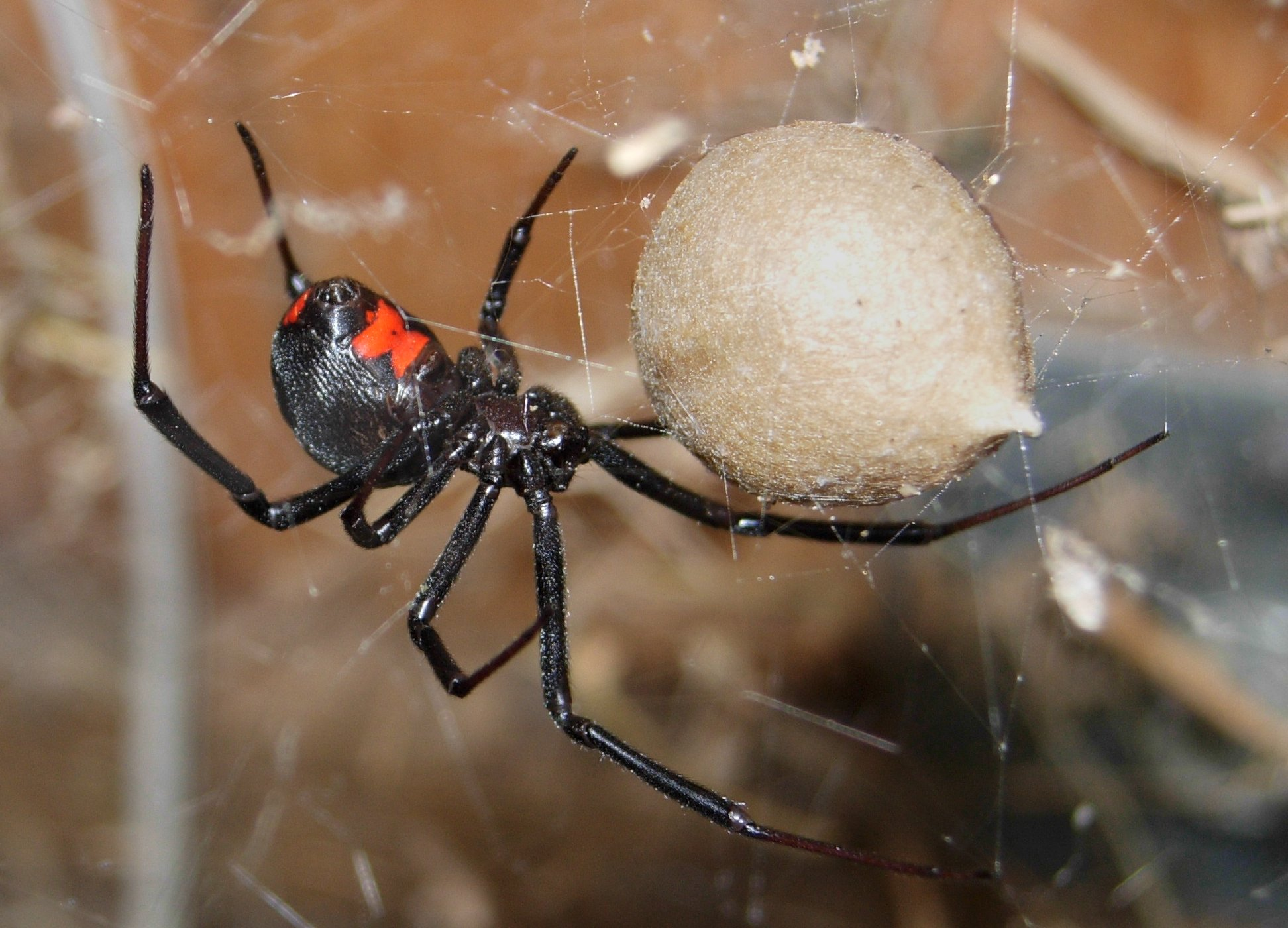
Latrodectus mactans
(підродина Latrodectinae)

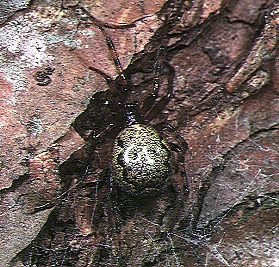
Enoplognatha abrupta
(підродина Pholcommatinae)

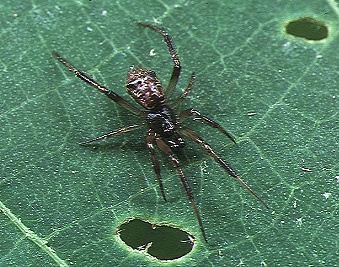
Epsinus nubilus
(підродина Spintharinae)

- Episinus Walckenaer, in Latreille, 1809
- Moneta O. P.-Cambridge, 1870
- Spintharus Hentz, 1850
- Thwaitesia O. P.-Cambridge, 1881
- Stemmops O. P.-Cambridge, 1894

- Theridiinae

- Achaearanea Strand, 1929
- Achaearyopa Barrion & Litsinger, 1995
- Ameridion Wunderlich, 1995
- Cabello Levi, 1964

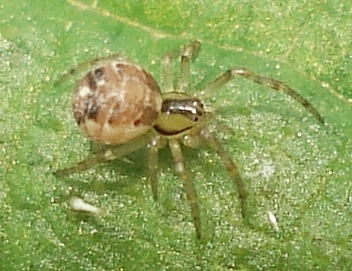
Theridion impressum
(підродина Theridiinae)

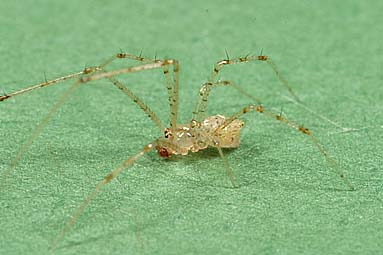
Chrysso pulcherrima
(підродина Theridiinae)

- Cephalobares O. P.-Cambridge, 1870
- Chrysso O. P.-Cambridge, 1882
- Coleosoma O. P.-Cambridge, 1882
- Cyllognatha L. Koch, 1872
- Dipoenura Simon, 1908
- Echinotheridion Levi, 1963
- Exalbidion Wunderlich, 1995
- Helvibis Keyserling, 1884
- Histagonia Simon, 1895
- Jamaitidion Wunderlich, 1995
- Keijia Yoshida, 2001
- Macaridion Wunderlich, 1992
- Molione Thorell, 1892
- Neottiura Menge, 1868
- Nesticodes Archer, 1950
- Nipponidion Yoshida, 2001
- Paratheridula Levi, 1957
- Propostira Simon, 1894
- Rugathodes Archer, 1950
- Sardinidion Wunderlich, 1995
- Simitidion Wunderlich, 1992
- Takayus Yoshida, 2001
- Tekellina Levi, 1957
- Theridion Walckenaer, 1805
- Theridula Emerton, 1882
- Thymoites Keyserling, 1884
- Tidarren Chamberlin & Ivie, 1934
- Wamba O. P.-Cambridge, 1896

- incertae sedis

- Anelosimus Simon, 1891

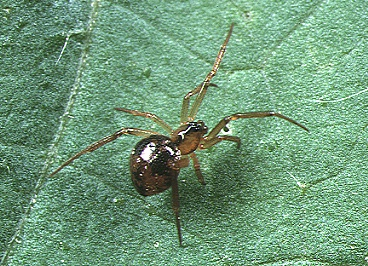
Coscinida japonica
(incertae sedis)

- Astodipoena Petrunkevitch, 1958 † (Еоцен)
- Chorizopella Lawrence, 1947
- Clya Koch & Berendt, 1854 † (Еоцен)
- Coscinida Simon, 1895
- Eodipoena Petrunkevitch, 1942 † (Еоцен)
- Eoysmena Petrunkevitch, 1942 † (Еоцен)
- Flegia Koch & Berendt, 1854 † (Еоцен)
- Hetschkia Keyserling, 1886
- Icona Forster, 1955
- Kochiura Archer, 1950
- Landoppo Barrion & Litsinger, 1995
- Marianana Georgescu, 1989
- Mictodipoena Petrunkevitch, 1958 † (Еоцен)
- Municeps Petrunkevitch, 1942 † (Еоцен)
- Nactodipoena Petrunkevitch, 1942 † (Еоцен)
- Paidiscura Archer, 1950
- Tomoxena Simon, 1895
- Zercidium Benoit, 1977